# Scymnus fenderi
Scymnus fenderi är en skalbaggsart som beskrevs av Borys Malkin 1943. Scymnus fenderi ingår i släktet Scymnus och familjen nyckelpigor. Inga underarter finns listade i Catalogue of Life.